# Montefiore Conca
Montefiore Conca is een gemeente in de Italiaanse provincie Rimini (regio Emilia-Romagna) en telt 1873 inwoners (31-12-2004). De oppervlakte bedraagt 22,4 km², de bevolkingsdichtheid is 80 inwoners per km².

## Demografische ontwikkeling

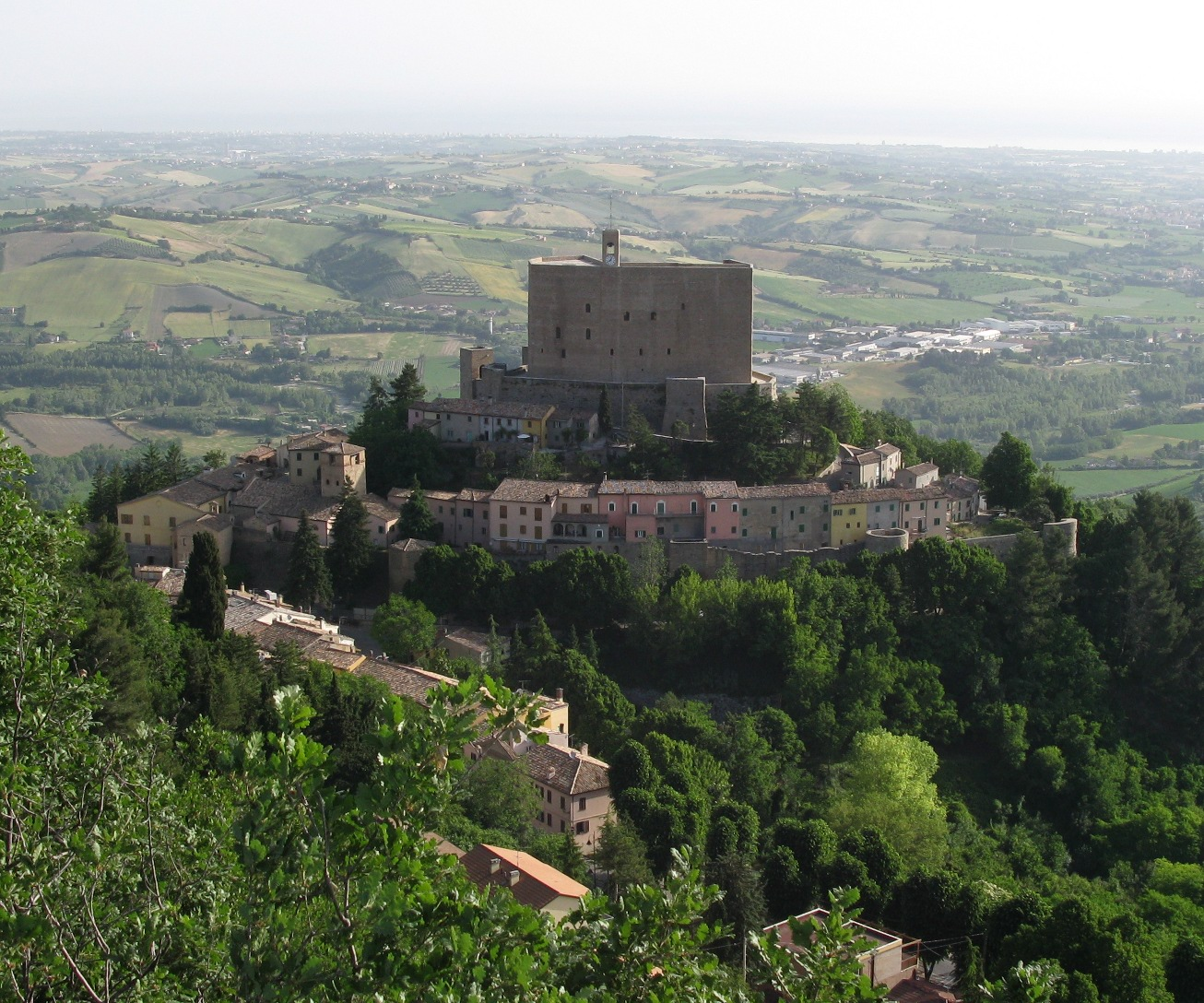
Montefiore Conca

## Geografie
Montefiore Conca grenst aan de volgende gemeenten: Auditore (PU), Gemmano, Mondaino, Morciano di Romagna, Saludecio, San Clemente, Tavoleto (PU).
Bellaria-Igea Marina · Cattolica · Coriano · Gemmano · Misano Adriatico · Mondaino · Monte Colombo · Montefiore Conca · Montegridolfo · Montescudo · Morciano di Romagna · Poggio Berni · Riccione · Rimini · Saludecio · San Clemente · San Giovanni in Marignano · Santarcangelo di Romagna · Torriana · Verucchio
- Library of Congress Control Number: n85264212
- Nationale Bibliotheek van Israël: 987007564888805171
- Virtual International Authority File: 139627390

1. ↑  https://demo.istat.it/?l=it.